# Angela Frautschi
Angela Frautschi, född den 5 juni 1987 i Saanen i Schweiz, är en schweizisk ishockeyspelare.
Hon tog OS-brons i damernas ishockeyturnering i samband med de olympiska ishockeytävlingarna 2014 i Sotji.